# Polykarp Leyser II
Polykarp Leyser II (Wittenberg, 1586. november 20. – Lipcse, 1633. január 15.) német evangélikus teológus és egyetemi oktató. Anyai nagyapja ifjabbik Lucas Cranach festő, édesapja Polykarp Leyser teológus, fia Johann Leyser teológus (őt poligámia miatt kitagadták), unokája, Polykarp Leyser III szintén teológus, sőt dédunokája, Polykarp Leyser IV is teológus volt.